# 小谷野剛
小谷野 剛（こやの つよし、1972年（昭和47年）8月1日 - ）は日本の政治家。埼玉県狭山市長（3期）。元狭山市議会議員（3期）。

## 来歴
埼玉県狭山市生まれ。狭山市立入間小学校を経て、狭山市立堀兼小学校、狭山市立堀兼中学校を卒業した。埼玉県立所沢北高等学校に進学し、ラグビー部に所属。専修大学法学部を卒業。在学中は、政治学国際関係論を学んだ。卒業後は、参議院議員田村秀昭の公設秘書となる。
2003年（平成15年）4月の狭山市議会議員選挙に初当選した。以後3期連続で当選（2期目から自由民主党埼玉県支部連合会推薦）。自民党狭山支部幹事長代理。36歳のとき市議会最年少で副議長に、39歳のときに市議会最年少となる第59代議長に就任。
2015年（平成27年）7月12日に行われた狭山市長選挙に立候補。小谷野、元市議長の東山徹（自民党狭山支部幹事長）、元市議長の栗原武（自民党狭山支部総務会長）の自民党系3者による保守分裂選挙であったことに加え、会社経営者の松田元、日本共産党推薦の加藤武美（埼玉土建一般労働組合狭山支部長）も立候補したことから近年にない混戦となった。僅差で勝ち抜き、初当選を果たした。7月27日、市長就任。仲川幸成前市長の子供の世代に当たり、一気に世代交代が進んだ。狭山市の周辺自治体に比べても若い首長となった。
※当日有権者数：126,488人 最終投票率：42.53%（前回比：+11.99pts）
| 候補者名 | 年齢 | 所属党派 | 新旧別 | 得票数   | 得票率 | 推薦・支持         |
| -------- | ---- | -------- | ------ | -------- | ------ | ------------------ |
| 小谷野剛 | 42   | 無所属   | 新     | 14,950票 | 28.18% |                    |
| 東山徹   | 52   | 無所属   | 新     | 13,398票 | 25.26% |                    |
| 栗原武   | 50   | 無所属   | 新     | 11,565票 | 21.80% |                    |
| 松田元   | 31   | 無所属   | 新     | 7,966票  | 15.02% |                    |
| 加藤武美 | 62   | 無所属   | 新     | 5,166票  | 9.74%  | （推薦）日本共産党 |

2019年（令和元年）7月21日に行われた狭山市長選挙に再選を目指し自由民主党・公明党の推薦を得て立候補。非自由民主党系勢力が支援した自由民主党系無所属の元市議長町田昌弘を下して再選。
※当日有権者数：127,476人 最終投票率：50.0842.53%（前回比：+7.55pts）
| 候補者名 | 年齢 | 所属党派 | 新旧別 | 得票数   | 得票率 | 推薦・支持                 |
| -------- | ---- | -------- | ------ | -------- | ------ | -------------------------- |
| 小谷野剛 | 46   | 無所属   | 現     | 36,812票 | 59.28% | （推薦）自由民主党・公明党 |
| 町田昌弘 | 59   | 無所属   | 新     | 25,282票 | 40.72% |                            |

2023年（令和5年）7月2日に狭山市長選挙が告示され、小谷野以外に立候補の届け出がなく、小谷野が無投票で3選を決めた。

## 市政・人物
- 企業の工場・事業所移転などに伴う狭山市の人口減少への対応や交流人口の増加、子育て支援、農業振興を掲げている。
- 狭山市のブランド化事業を行い、狭山茶を使った新製品の販売や、入間川を活用したプロジェクト事業などを推進している。
- 前市長の仲川幸成が断念した西武新宿線入曽駅周辺の整備事業について、改めて再開発を推進することを公約。2016年度から道路工事などに着手した。全体の計画については2017年11月、整備事業の規模を縮小し、駅周辺全体の大掛かりな区画整理は行わない新計画案を提示[8]、2018年2月、入曽駅周辺整備事業基本計画（案）[9]の具体的な内容を公表した。同時にパブリックコメントを募集[10]、寄せられた意見に対する市の考えを公表した上で、入曽駅周辺整備事業基本計画を決定する。
- 2020年（令和2年）5月15日、新型コロナウイルス対策の財源に充てるため、自身の6月から8月までの月額給与と6月期末手当を30％減額する条例案を市議会臨時会に提出した。副市長については20％減額し、教育長については15％減額する[11]。同日、同条例案は可決された[12]。
- 2021年（令和3年）10月11日、LGBTなど性的少数者のカップルが婚姻と同等の扱いを受けられる「パートナーシップ宣誓制度」を導入した。また狭山市では、未成年の子供がいれば、その子を加えた「ファミリーシップ宣誓」も行うことができる[13]。
- 2022年（令和4年）5月6日、同居している家族が新型コロナウイルスに感染したことが確認されたため、抗原検査キットで検査。このときは陰性だったが、5月10日、のどの違和感と発熱の症状が出たため、市内の医療機関でPCR検査を受けた結果、感染が確認された[14]。